# Rumen Aleksandrov
Rumen Aleksandrov (in bulgaro Румен Александров?; Sofia, 26 giugno 1960) è un ex sollevatore bulgaro medagliato olimpico e campione europeo che ha gareggiato nella categoria dei pesi medio-massimi (fino a 90 kg.).

## Carriera
Il 1980 fu l'anno di grazia per Rumen Aleksandrov, durante il quale vinse la medaglia d'oro ai Campionati europei di Belgrado con 390 kg. nel totale, battendo i sovietici Valerij Šarij (382,5 kg.) e Gennadij Bessonov (382,5 kg. anch'egli).
Qualche mese dopo Aleksandrov prese parte alle Olimpiadi di Mosca 1980, dove vinse la medaglia d'argento con 375 kg. nel totale, dietro all'ungherese Péter Baczakó (377,5 kg.). In quell'anno la competizione olimpica di sollevamento pesi era valida anche come Campionato mondiale.
Dopo il ritiro dall'attività agonistica, Aleksandrov si dedicò all'attività di allenatore di sollevamento pesi, entrando in seguito anche nello staff tecnico della squadra nazionale bulgara.